# Bari Sardo
Bari Sardo (Barì in sardo) è un comune italiano di 3 787 abitanti della provincia dell'Ogliastra che si trova a 51 metri sul livello del mare.

## Origini del nome
Barì è un toponimo di probabile origine protosarda confrontabile con diversi altri toponimi della Sardegna quali: Barái (Siligo),  Baraíma (Cabras), Barùmini (Barumini), Barala (Torpè), Barigi (Lotzorai) ecc..
Il nome attuale risale al 1862, quando Vittorio Emanuele II, con regio decreto numero 825, affianca "Sardo" a "Bari" per evitare confusioni col capoluogo pugliese.

## Storia
L'uomo è presente nel territorio di Bari Sardo fin dal periodo prenuragico (neolitico), epoca in cui furono innalzati i menhir e scavate le prime domus de janas.
In periodo nuragico, durante l'età del bronzo, vennero edificati 14 nuraghi e alcune tombe dei giganti. Nel periodo romano esisteva in questo territorio un presidio detto Custodia Rubriensis, dal nome della popolazione protosarda dei Rubrensi, che dimorava in queste terre.
L'origine del borgo risale all'alto medioevo quando, per sfuggire alle incursioni di Vandali e Saraceni, le popolazioni si rifugiarono nell'interno, a circa 4 km dalla costa.
Nel medioevo la villa di Barì appartenne al giudicato di Cagliari e fece parte della curatoria dell'Ogliastra fino al 1258, quando, alla caduta del giudicato, venne annessa prima al giudicato di Gallura e poi alla Repubblica di Pisa. Con la conquista aragonese della Sardegna (1324) fu incorporato nella contea di Quirra, feudo dei Carroz. Dal 1603 la contea fu trasformata in marchesato, feudo dei Centelles e poi degli Osorio, ai quali fu riscattato nel 1839 per diventare un comune amministrato da un sindaco e da un consiglio comunale.

### Simboli
(D.P.R. 2 marzo 1984)
Vi è raffigurata la torre di Barì, torre d'avvistamento costruita dopo il 1572 su piccolo promontorio lungo la costa per difendere il territorio dalle scorribande dei pirati.
Il gonfalone è un drappo partito di bianco e di giallo.

## Monumenti e luoghi d'interesse

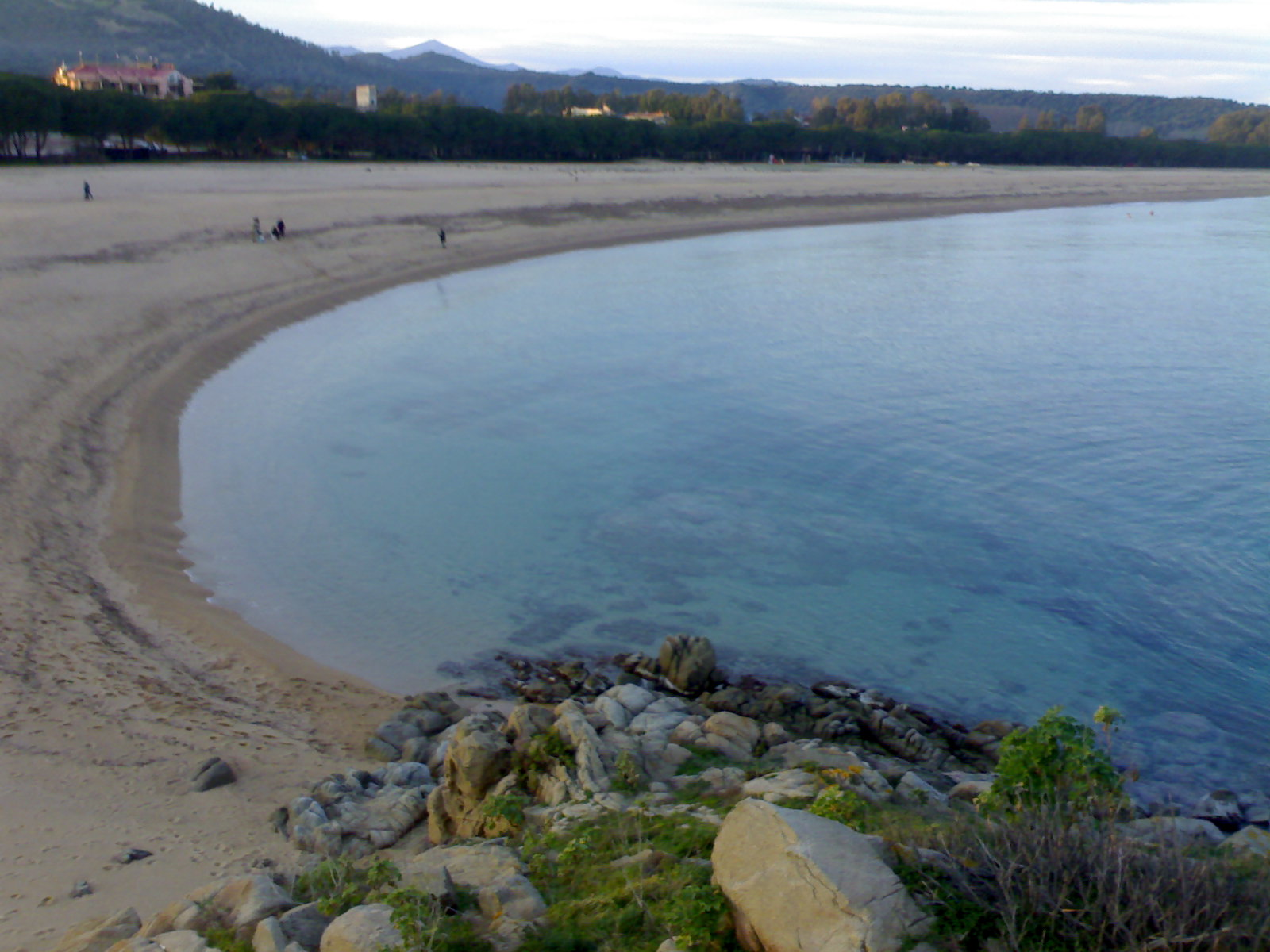
La spiaggia sotto la torre

Il territorio di Bari Sardo si estende tra spiagge e colline, dove si trovano importanti monumenti storici, come i nuraghi di Ibba manna, Ibbixedda, Niedda Puliga, Moru, Mindeddu e Sellersu, le tombe dei giganti Canali, Uli e Pitzu Teccu, e una torre aragonese. Completano il quadro la chiesa parrocchiale di Nostra Signora di Monserrato e le chiese campestri di San Leonardo, Santa Cecilia, oltre a San Giovanni in località Sa Marina.

### Architetture religiose
- Beata Vergine del Monserrato: la parrocchiale, costruzione imponente al centro del paese, ricca di marmi pregiati, una delle chiese più belle in Sardegna.
- San Leonardo: piccola chiesa del XVI secolo, in attesa di ristrutturazione, che ospitò in passato la statua in legno dell'omonimo santo.
- Santa Cecilia: piccola chiesa campestre, ora inglobata nel tessuto urbano del paese, che viene utilizzata in alcune occasioni particolari.
- San Giovanni: chiesa costruita negli anni 90 nella frazione costiera in località Sa Marina; si celebrano le messe nel periodo estivo, a luglio viene festeggiata la sagra di san Giovanni, con la processione dal paese di Bari Sardo alla frazione marina.

### Architetture militari

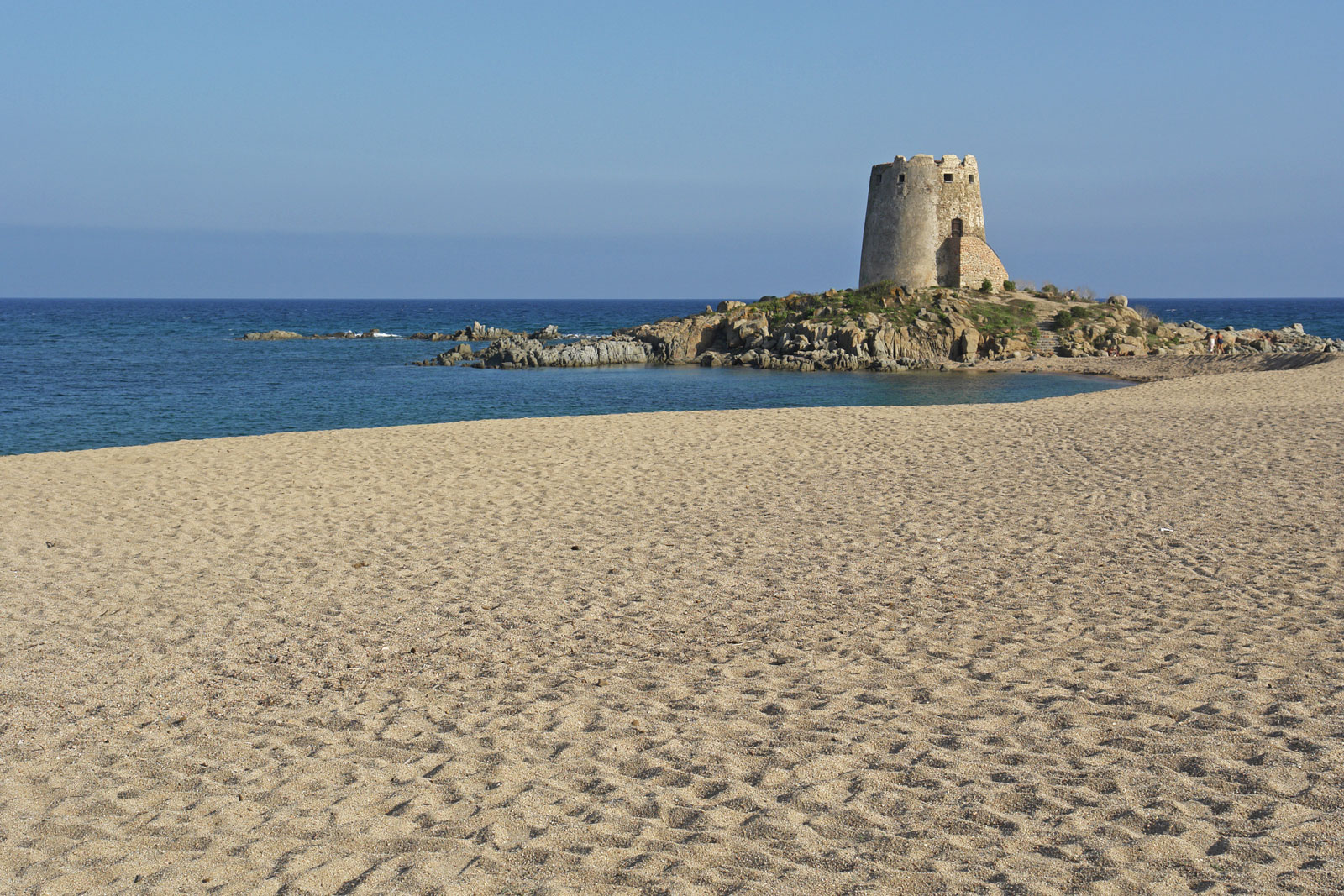
Torre di Barì

- La torre del periodo spagnolo: La costruzione, fortificata, si erge su un promontorio che divide due spiagge: quella detta appunto "della torre", e quella di Planargia. La sua costruzione, secondo quanto si legge sulla Carta sulla descricion de la Isla Y Reyno de Sardena di Francesco Vico si può collocare fra il 1572 e il 1639. La sua funzione originaria, con 15 km di visuale sulla zona che si estende da capo Bella Vista a capo Sferracavallo, era quella di avvistamento. Di forma troncoconica, ha un'altezza di 12,75 metri e un diametro di 11,4 metri alla base e 8 metri al coronamento.

### Altri luoghi di interesse
L'altopiano di Teccu, luogo di interesse naturalistico e archeologico.

## Società

### Evoluzione demografica
Abitanti censiti

### Etnie e minoranze straniere
Secondo i dati ISTAT al 31 dicembre 2024 la popolazione straniera residente era di 129 persone. La Nazione maggiormente presente è il Marocco.

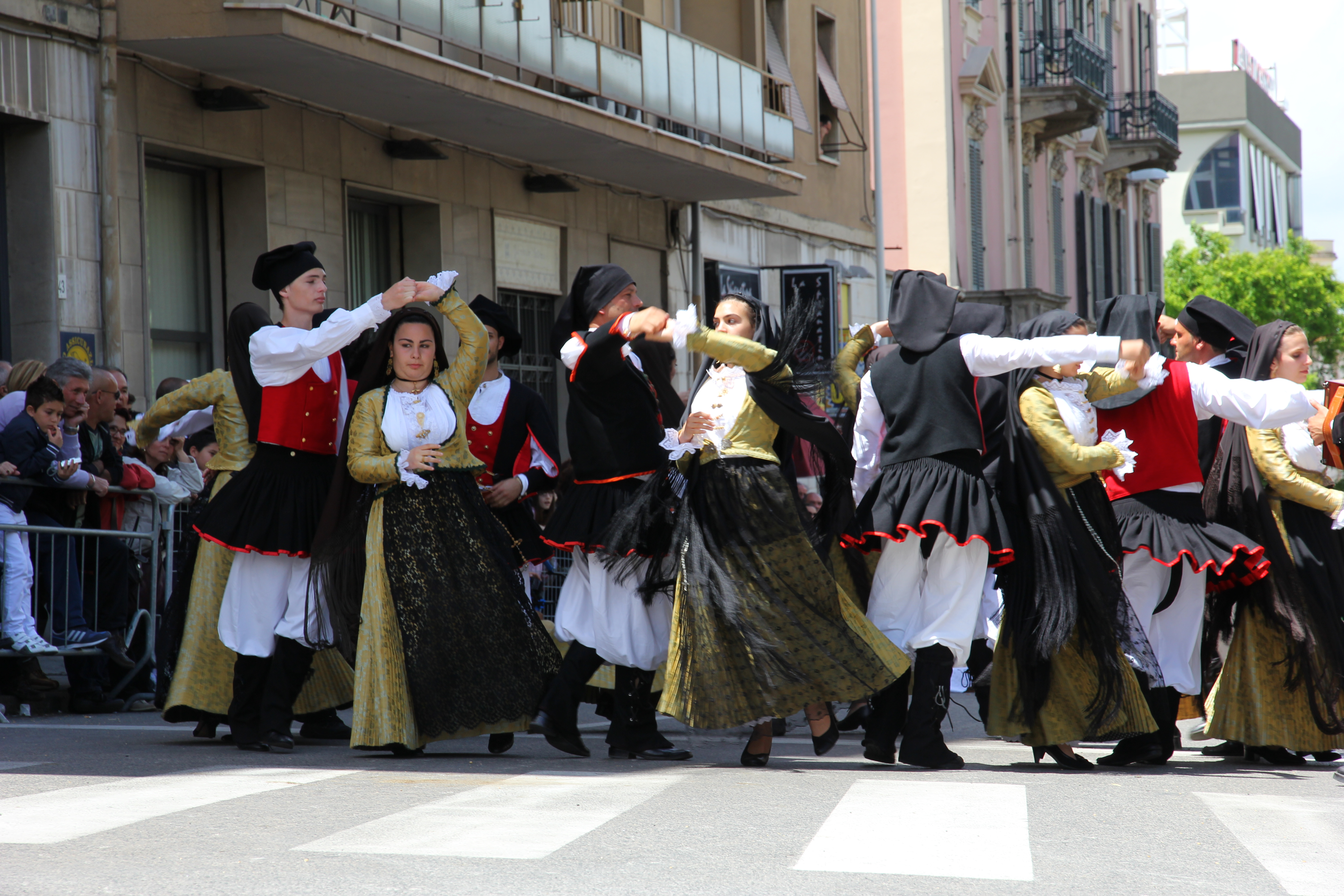
Costume tradizionale

### Lingue e dialetti
La variante del sardo parlata a Bari Sardo è il campidanese ogliastrino.

## Cultura

### Cucina
Prodotti tipici agro-alimentari sono is culurgionis, su pistocu, sa cocoi, su casu ageru e s'arrubiolu.

### Tessitura
Tra le attività artigianali più rinomate e tipiche del paese vi è quella tessile, che si distingue per la produzione di tappeti, di cuscini e di coperte in lino, lavorato con la tradizionale tecnica cosiddetta a pibiónis (pr. a pibionisi).

### Artigianato
Vi sono come un tempo Artigiani, creatori di ceste in legno e canne realizzate completamente a mano e creatori di tagéris (pr. tagerisi) ovvero i vassoi realizzati in legno pregiati tipicamente adoperati per arrosti di carne poi successivamente usati anche per antipasti.

## Amministrazione
| Periodo          | Periodo          | Primo cittadino        | Partito                           | Carica  | Note   |
| ---------------- | ---------------- | ---------------------- | --------------------------------- | ------- | ------ |
| 19 novembre 1995 | 29 novembre 1998 | Leonilla Taccori       | liste civiche di centro-sinistra  | sindaco | [ 6 ]  |
| 29 novembre 1998 | 26 maggio 2003   | Salvatore Chiai        | centro                            | sindaco | [ 7 ]  |
| 26 maggio 2003   | 28 maggio 2007   | Renato Usai            | centro                            | sindaco | [ 8 ]  |
| 28 maggio 2007   | 11 giugno 2012   | Pietro Paolo Casu      | lista civica                      | sindaco | [ 9 ]  |
| 11 giugno 2012   | 11 giugno 2017   | Paolo Sebastiano Fanni | lista civica "Uniti per Crescere" | sindaco | [ 10 ] |
| 11 giugno 2017   | 13 giugno 2022   | Ivan Mameli            | lista civica "L'alternativ@"      | sindaco | [ 11 ] |
| 13 giugno 2022   | in carica        | Ivan Mameli            | lista civica "L'alternativ@"      | sindaco | [ 12 ] |

## Sport
Nel 2008 è stato inaugurato il campo in erba artificiale dello stadio comunale Circillai, dove disputa le partite interne la società U.S. Bari Sardo 1971 Calcio: nata nel 1971, nella stagione 2017-2018 disputerà il 18º campionato di Promozione Regionale della propria storia. I colori sociali sono il bianco ed il blu e la massima serie raggiunta è l'Eccellenza nell'anno 2004 e nel 2023.